# Aleksandr Zajcew (1909–2002)
Aleksandr Nikołajewicz Zajcew (Artiomow), ros. Александр Николаевич Зайцев (Артемов) (ur. 13 marca 1909, zm. 2 sierpnia 2002 we Frankfurcie nad Menem) – radziecki mikrobiolog, wojskowy Rosyjskiej Armii Wyzwoleńczej, a następnie Sił Zbrojnych Komitetu Wyzwolenia Narodów Rosji podczas II wojny światowej, emigracyjny działacz polityczny, publicysta

## Życiorys
Ukończył szkołę średnią w Riazaniu, a następnie kursy buchalterskie w Rostowie nad Donem. Należał do komsomołu, ale w 1930 r. wykluczono go z niego za krytykę kolektywizacji. Następnie został zmobilizowany do Armii Czerwonej. Służył na Dalekim Wschodzie. Po zdemobilizowaniu ukończył studia biologiczne na uniwersytecie w Moskwie. Został aspirantem w Akademii Nauk Związku Radzieckiego. Specjalizował się w mikrobiologii przemysłowej, był autorem pracy naukowej na ten temat. W poł. 1939 r. ponownie zmobilizowano go do Armii Czerwonej. Otrzymał stopień podporucznika rezerwy. Brał udział w ataku na Polskę w II poł. września tego roku. W 1941 r. awansował do stopnia porucznika. Po ataku wojsk niemieckich na ZSRR 22 czerwca tego roku, dostał się w sierpniu do niewoli niemieckiej. Przebywał w różnych obozach jenieckich. Na pocz. 1942 r. zadeklarował kolaborację z Niemcami, po czym przewieziono go do obozu propagandzistów prowadzonego przez Abwehrę w Wustrau. Wstąpił tam do Narodowego Związku Pracujących (NTS). W marcu 1943 r. objął funkcję starszego wykładowcy w szkole propagandystów ROA w Dabendorfie pod Berlinem. W 1943 r. mianowano go kapitanem Rosyjskiej Armii Wyzwoleńczej. W poaździerniku 1944 r. współtworzył Manifest praski Komitetu Wyzwolenia Narodów Rosji (KONR). Służył w Siłach Zbrojnych KONR. Po zakończeniu wojny uniknął deportacji do ZSRR. Przebywał w obozie dla dipisów w rejonie miasta Kassel, gdzie wybrano go do Rady NTS. Ponadto był jednym z redaktorów nowo utworzonego pisma „Posiew”. Pisał liczne artykuły do pism NTS i pozostałej rosyjskiej prasy emigracyjnej. W latach 1972–1984 stał na czele NTS, będąc jednocześnie członkiem Biura Wykonawczego organizacji. Był przewodniczącym Komisji Ideologicznej i Politycznej Rady NTS.